# Időutazók (televíziós sorozat)
Az Időutazók (eredeti cím: Timeless) 2016-ban bemutatott tudományos fantasztikus dráma, témája az időutazás.
A sorozat Lucy Preston történelemprofesszor, Rufus Carlin informatikus és Wyatt Logan katona kalandjait követi, ahogy próbálják megállítani Garcia Flynnt, aki meg akarja változtatni a történelem ismert menetét.
A sorozatot Shawn Ryan és Eric Kripke, valamint Paterson Joseph és Sakina Jaffrey hozta létre. Az NBC 2017. május 10-én törölte a sorozatot. Három nappal később a Sony Picture Televisionnal történt tárgyalásokat követően az NBC megújította a sorozatot a második évaddal, további 10 résszel.

## Cselekmény
Terroristák betörnek a Mason Corporation épületébe, ahonnan egy „Anyahajó” nevű, időutazásra alkalmas eszközt lopnak el. A terroristák vezetője Garcia Flynn, aki egy alkalmazottat is elrabol. Később az ott dolgozó Cristopher ügynök felkér három civilt, hogy bármi áron szerezzék vissza az anyahajót.

## Szereplők

### Főszereplők
- Abigail Spencer –  Lucy Preston, történelemprofesszor, a Lifeboat csapat vezetője
- Matt Lanter – Wyatt Logan törzsőrmester, a csapat tagja
- Malcolm Barrett – Rufus Carlin, a csapat programozója és pilótája
- Paterson Joseph – Connor Mason, a Mason Industries vezetője, a "Lifeboat" és az "Anyahajó" időgépek megalkotója
- Sakina Jaffrey – Denise Christopher különleges ügynök
- Claudia Doumit – Jiya Marri, a Mason Industries fiatal, tehetséges programozója
- Goran Višnjić – Garcia Flynn, kelet-európai ex-ügynök, aki terrorista lett

### Visszatérő szereplők
- Matt Frewer – Anthony Bruhl (1. évad), a Mason Industries időutazással kapcsolatos projektvezetője
- Susanna Thompson – Carol Preston, Lucy anyja, a Rittenhouse tagja
- John Getz – Benjamin Cahill, Rittenhouse ügynök, Lucy biológiai apja
- Chad Rook – Karl (1. évad), Flynn csatlósa
- Annie Wersching – Emma Whitmore, a Mason Industries volt alkalmazottja, a Rittenhouse tagja
- Michael Rady – Nicholas Keynes (2. évad), a Rittenhouse vezetője 1918-ból
- Tonya Glanz – Jessica Logan (2. évad), Wyatt felesége

## Epizódok
| Évad | Évad | Részek száma | Részek száma | Eredeti sugárzás  | Eredeti sugárzás   | Eredeti adó | Magyar sugárzás   | Magyar sugárzás   | Magyar adó                              |
| Évad | Évad | Részek száma | Részek száma | Évadbemutató      | Évadzáró           | Eredeti adó | Évadbemutató      | Évadzáró          | Magyar adó                              |
| ---- | ---- | ------------ | ------------ | ----------------- | ------------------ | ----------- | ----------------- | ----------------- | --------------------------------------- |
|      | 1.   | 16           | 16           | 2016. október 3.  | 2017. február 20.  | NBC         | 2017. március 21. | 2017. május 9.    | Viasat 3                                |
|      | 2.   | 12           | 12           | 2018. március 11. | 2018. december 20. | NBC         | 2018. június 18.  | 2019. április 28. | Viasat 3 (1-10. rész) AXN (11-12. rész) |

### 1. évad (2016–17)
| Sor. | Év. | Cím                                                               | Rendező           | Író                               | Premier                              | Nézettség   | Gyártási szám |
| ---- | --- | ----------------------------------------------------------------- | ----------------- | --------------------------------- | ------------------------------------ | ----------- | ------------- |
| 1.   | 1.  | Bevezető (Pilot)                                                  | Neil Marshall     | Eric Kripke és Shawn Ryan         | 2016. október 3. 2017. március 21.   | 7,60 millió | 101           |
| 2.   | 2.  | A Lincoln elleni merénylet (The Assassination of Abraham Lincoln) | Neil Marshall     | Tom Smuts                         | 2016. október 10. 2017. március 21.  | 6,20 millió | 102           |
| 3.   | 3.  | Atomváros (Atomic City)                                           | Charles Beeson    | Lana Cho                          | 2016. október 17. 2017. március 28.  | 5,86 millió | 103           |
| 4.   | 4.  | Parti a Varlar kastélyban (Party at Castle Varlar)                | Billy Gierhart    | Jim Barnes                        | 2016. október 24. 2017. március 28.  | 5,47 millió | 104           |
| 5.   | 5.  | Alamo (The Alamo)                                                 | John Terlesky     | Anne Cofell Saunders              | 2016. október 31. 2017. április 4.   | 5,24 millió | 105           |
| 6.   | 6.  | A Watergate-felvétel (The Watergate Tape)                         | Greg Beeman       | Kent Rotherham                    | 2016. november 14. 2017. április 4.  | 4,53 millió | 106           |
| 7.   | 7.  | Hajótöröttek (Stranded)                                           | Holly Dale        | Arika Lisanne Mittman             | 2016. november 21. 2017. április 11. | 4,71 millió | 107           |
| 8.   | 8.  | Űrverseny (Space Race)                                            | Charles Beeson    | Matt Whitney                      | 2016. november 28. 2017. április 11. | 4,78 millió | 108           |
| 9.   | 9.  | Bonnie és Clyde utolsó balhéja (Last Ride of Bonnie & Clyde)      | John Terlesky     | Anslem Richardson                 | 2016. december 5. 2017. április 18.  | 5,08 millió | 109           |
| 10.  | 10. | Benedict Arnold elfogása (The Capture of Benedict Arnold)         | John F. Showalter | Tom Smuts                         | 2016. december 12. 2017. április 18. | 4,81 millió | 110           |
| 11.  | 11. | Kolumbusz-világkiállítás (The World's Columbian Exposition)       | Craig Zisk        | Lana Cho                          | 2017. január 16. 2017. április 25.   | 3,45 millió | 111           |
| 12.  | 12. | Jesse James megölése (The Murder of Jesse James)                  | John F. Showalter | Jim Barnes                        | 2017. január 23. 2017. április 25.   | 3,46 millió | 112           |
| 13.  | 13. | Karma Kaméleon (Karma Chameleon)                                  | Greg Beeman       | Anne Cofell Saunders              | 2017. január 30. 2017. május 2.      | 3,51 millió | 113           |
| 14.  | 14. | Az elveszett generáció (The Lost Generation)                      | Craig Zisk        | Kent Rotherham és David Hoffman   | 2017. február 6. 2017. május 2.      | 2,92 millió | 114           |
| 15.  | 15. | Első számú közellenség (Public Enemy No. 1)                       | Guy Ferland       | Matt Whitney és Anslem Richardson | 2017. február 13. 2017. május 9.     | 2,99 millió | 115           |
| 16.  | 16. | A vörös veszedelem (The Red Scare)                                | Matt Earl Beesley | Arika Lisanne Mittman             | 2017. február 20. 2017. május 9.     | 3,37 millió | 116           |

### 2. évad (2018)
| Sor. | Év. | Cím                                                            | Rendező             | Író                                   | Premier                              | Nézettség    | Gyártási szám |
| ---- | --- | -------------------------------------------------------------- | ------------------- | ------------------------------------- | ------------------------------------ | ------------ | ------------- |
| 17.  | 1.  | Írjuk át a történelmet! (The War to End All Wars)              | Greg Beeman         | Arika Lisanne Mittman és Tom Smuts    | 2018. március 11. 2018. június 18.   | 2,97 millió  | 201           |
| 18.  | 2.  | Darlington 500 (The Darlington 500)                            | Olatunde Osunsanmi  | Jim Barnes                            | 2018. március 18. 2018. június 25.   | 2,85 millió  | 202           |
| 19.  | 3.  | RKO 281 (Hollywoodland)                                        | John Showalter      | Matt Whitney                          | 2018. március 25. 2018. július 2.    | 2,56 millió  | 203           |
| 20.  | 4.  | Salem-i boszorkány vadászat (The Salem Witch Hunt)             | Guy Ferland         | Kent Rotherham                        | 2018. április 8. 2018. július 9.     | 2,47 millió  | 204           |
| 21.  | 5.  | A Kennedy átok (The Kennedy Curse)                             | Holly Dale          | Lana Cho                              | 2018. április 15. 2018. július 16.   | 2,47 millió  | 205           |
| 22.  | 6.  | A Delta Blues királya (The King of the Delta Blues)            | Greg Beeman         | Anslem Richardson                     | 2018. április 22. 2018. július 23.   | 2,31 millió  | 206           |
| 23.  | 7.  | Mrs. Sherlock Holmes (Mrs. Sherlock Holmes)                    | Douglas Aarniokoski | David C. Hoffman                      | 2018. április 29. 2018. július 30.   | 2,52 millió  | 207           |
| 24.  | 8.  | A Reagan merénylet (The Day Reagan Was Shot)                   | Alex Kalymnios      | Arika Lisanne Mittman és Lauren Greer | 2018. május 6. 2018. augusztus 6.    | 2,23 millió  | 208           |
| 25.  | 9.  | A tábornok (The General)                                       | John F. Showalter   | Matt Whitney                          | 2018. május 13. 2018. augusztus 13.  | 2,43 millió  | 209           |
| 26.  | 10. | A kínai negyed (Chinatown)                                     | Greg Beeman         | Tom Smuts és Nancy Baird              | 2018. május 13. 2018. augusztus 13.  | 2,43 millió  | 210           |
| 27.  | 11. | Karácsonyi csoda (1. rész) (The Miracle of Christmas (Part 1)) | John Showalter      | Shawn Ryan és Eric Kripke             | 2018. december 20. 2019. április 28. | 3,226 millió | 211           |
| 28.  | 12. | Karácsonyi csoda (2. rész) (The Miracle of Christmas (Part 2)) | John Showalter      | Shawn Ryan és Eric Kripke             | 2018. december 20. 2019. április 28. | 3,226 millió | 212           |